# Leptodactylus elenae
Leptodactylus elenae és una espècie de granota que viu a l'Argentina, Bolívia, el Brasil, el Paraguai i, possiblement també, Perú.